# Wahl zur 29. Großen Nationalversammlung der Türkei
Die Wahl zur 29. Großen Nationalversammlung der Türkei findet spätestens am 7. Mai 2028 zusammen mit den Präsidentschaftswahlen statt. Es werden die 600 Mitglieder der Großen Nationalversammlung bestimmt.

## Hintergrund

### Parlamentswahl 2023
Die vorherige Parlamentswahl wurde am 14. Mai 2023 abgehalten, die zweite Runde der Präsidentschaftswahl am 28. Mai 2023. Der seit 2014 amtierende Präsident Recep Tayyip Erdoğan wurde wiedergewählt. Seine Partei, die AKP, gewann die Parlamentswahl mit 35,62 % der Stimmen und wurde mit 268 von 600 Sitzen die stärkste Kraft im Parlament. Die größte Oppositionspartei CHP zog mit 169 Sitzen ins Parlament ein.
Darüber hinaus erhielten 61 Politiker der Linksgrünen Partei, 50 der MHP, 43 der İYİ-Partei, 5 der Neuen Wohlfahrtspartei und 4 der TİP die notwendigen Stimmen für den Einzug ins Parlament.
Durch die nach den Wahlen gebildeten Bündnisse wechselten 4 gewählte AKP-Abgeordnete zur Hür Dava Partisi und 1 Abgeordneter zur DSP, 15 für die CHP gewählte Politiker gingen zur DEVA Partei, 10 weitere gingen jeweils zur Zukunftspartei und zur SAADET-Partei, 3 gingen zur DP, 2 für die Linkgrüne Party gewählte Mitglieder wechselten zur EMEP, 2 Abgeordnete zur HDP und eines zur TÖP. Damit waren 16 Parteien im Parlament repräsentiert.
Can Atalay, der im Zusammenhang mit dem Gezi-Park-Fall inhaftiert worden war, konnte an der Vereidigungszeremonie am 2. Juni 2023 nicht teilnehmen. Daraufhin wurde ihm sein Mandat entzogen.
Am 3. Juni 2023 gab Erdoğan die Zusammensetzung seines fünften Kabinetts bekannt. Im Vergleich zu seinem vorherigen Kabinett wurden der Vizepräsident und 15 der 17 Ministerposten ausgetauscht.

## Wahlsystem und Wahlkreise

Zu wählende Abgeordnete nach Wahlbezirk

Die 600 Mitglieder der Großen Nationalversammlung der Türkei werden durch eine Listenwahl in 87 Wahlkreisen nach dem D’Hondt-Verfahren mit einer Sperrklausel von 7 % (außer für unabhängige Kandidaten) gewählt. Das Parlament besitzt insgesamt 600 Sitze, wobei jeder Wahlkreis eine bestimmte Anzahl von Abgeordneten im Verhältnis zu seiner Bevölkerungszahl erhält.
In allen bis auf vier Fällen tragen die Kreise den gleichen Namen und umfassen das gleiche Gebiet wie die 81 türkischen Provinzen. Aufgrund ihrer hohen Bevölkerungszahl wurden jedoch die Provinzen Bursa und Izmir in jeweils zwei, Ankara und Istanbul in jeweils drei Wahlkreise unterteilt.

## Wahlumfragen

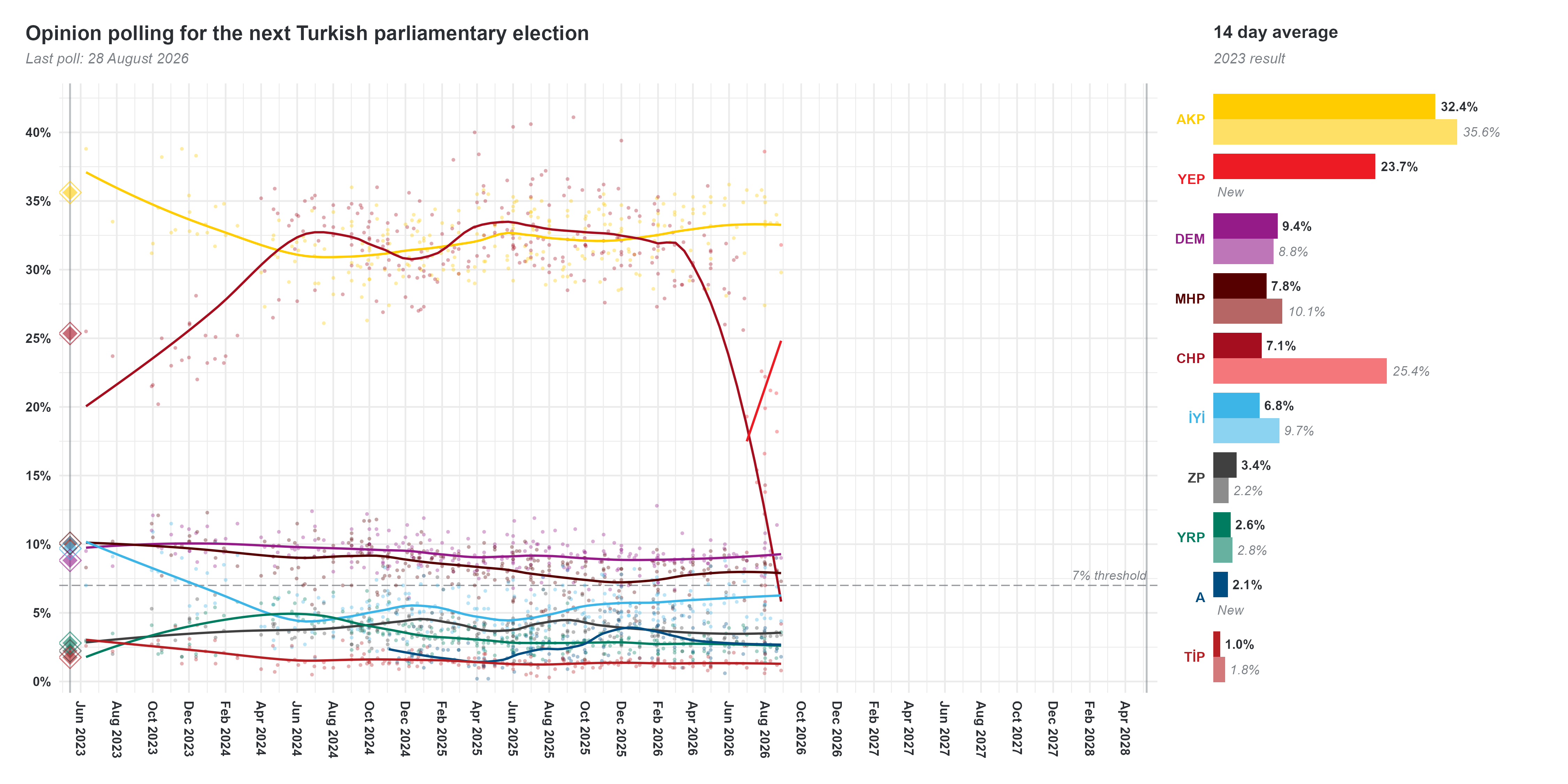
Verlauf der gemittelten Umfragewerte seit der Parlamentswahl 2023

### Letzte Wahlumfragen
| Zeitraum         | Quelle | Teilnehmer | AKP  | CHP  | MHP | IYI | DEM | YRP | ZP  | TİP | Anahtar Parti | Sonstige |
| ---------------- | ------ | ---------- | ---- | ---- | --- | --- | --- | --- | --- | --- | ------------- | -------- |
| 8. bis 11. April | Di-En  | 2.711      | 28,7 | 34,6 | 7,7 | 3,5 | 8,3 | 3,6 | 4,4 | 1,6 | 1,1           | 6,3      |
| 8. bis 11. April | PİAR   | 2.860      | 29,6 | 31,5 | 9,4 | 4,2 | 7,8 | 4,8 | 5,6 | 1,2 | 0,3           | 5,6      |
| 4. bis 8. April  | Ank-Ar | 2.004      | 26,7 | 33,7 | 7,7 | 5,1 | 9,9 | 4,2 | 6,4 | 1,6 | 1,2           | 3,5      |
| 21. bis 28. März | Asal   | 2.000      | 30,2 | 33,1 | 7,8 | 5,3 | 9,2 | 4,0 | 4,3 | 1,7 | 1,2           | 3,2      |
| 25. bis 27. März | ORC    | 3.160      | 28,1 | 30,2 | 8,0 | 5,0 | 7,5 | 4,3 | 5,1 | 1,7 | 1,1           | 9,0      |
| 21. bis 26. März | HBS    | 3.200      | 28,0 | 33,8 | 7,9 | 6,1 | 8,6 | 4,2 | 5,3 | 1,7 | 2,4           | 2,0      |
| März             | SONAR  | 2.423      | 30,4 | 36,6 | 6,7 | 6,4 | 8,9 | 2,5 | 6,1 | –   | –             | 2,4      |